# مريقيات
مِريقيات أو الحلزونات الأرجوانية أو موريسيدي (Muricidae) هو الاسم التصنيفي لفصيلة كبيرة ومتنوعة تضم قواقع بحرية مفترسة تتراوح أحجامها بين الصغيرة والكبيرة، وهي من الرخويات البطنية الأقدام، وتسمى القواقع البنفسجية أو قواقع الصخور. ويقدر عدد أنواعها الحية بنحو 1600 نوع، وتمثل 10% من بطنيات الأقدام الحديثة (Neogastropoda). إلى جانب ذلك، تعرف العلماء على 1200 نوع من الموريسيدي المتحجر، وحددوا أُسر (تحت عائلات) عديدة له إلا أنّ الخبراء لم يتفقوا على شُعَب تلك الأسر ولا على تحديد جنسها. وتحتوي العديد من هذه الكائنات على قواقع غريبة الشكل يعدها جامعو القواقع ومهندسو التصميم الداخلي جذّابة.

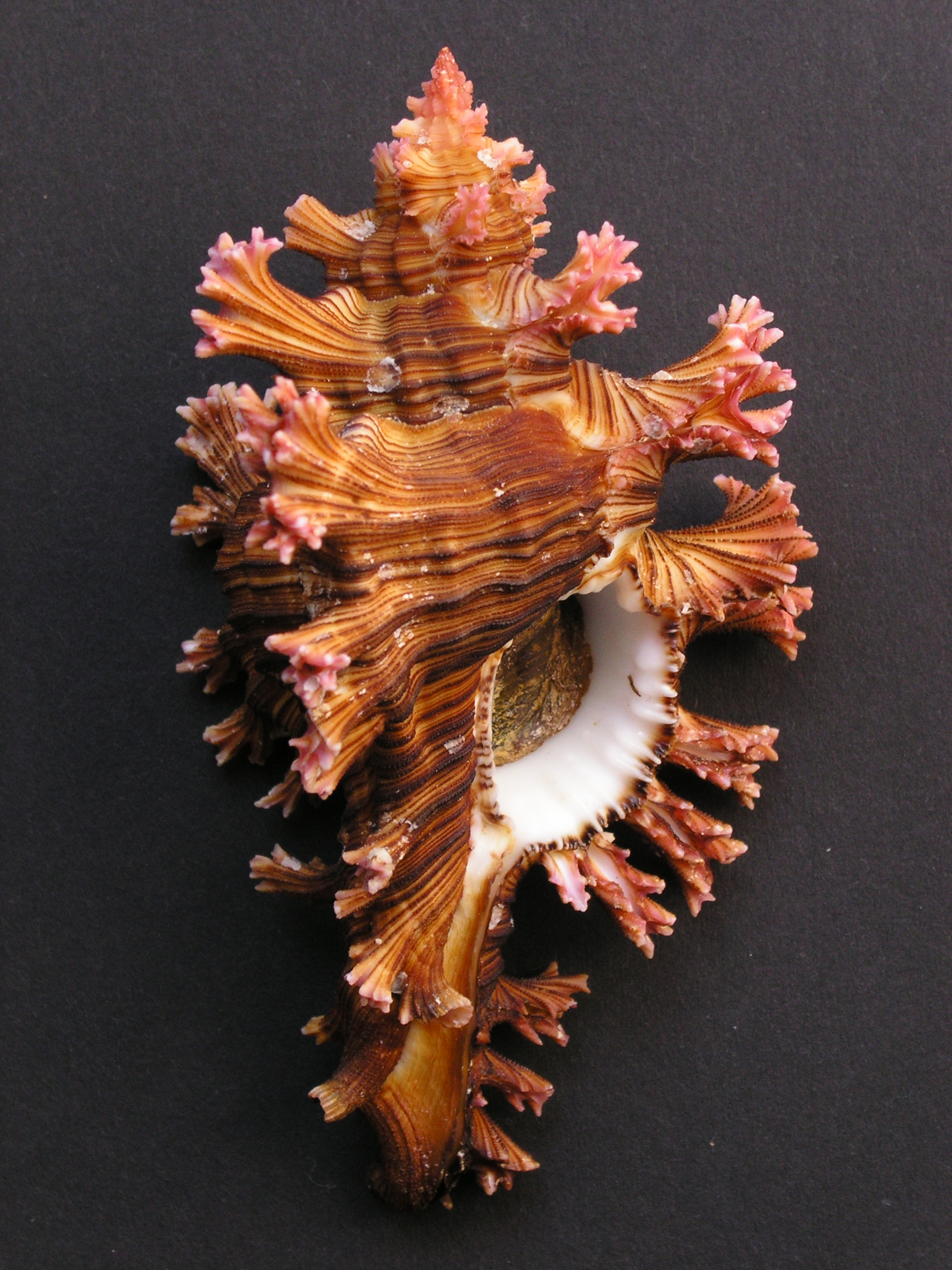
قوقعة موريسيدي

المحتويات

## وصف قوقعتها
تتنوع أشكال قواقع الموريسيدي، وتتسم عموماً بقِمة مرتفعة وهيكل قوي ذي نتوؤات حلزونية، وتحتوي في أحايين كثيرة على عروق دموية محورية (عادة ثلاثة عروق أو أكثر في كل لفة)، وكثيراً ما تكون لها أشواك أو تحدبات أو نتوءات تشبه الشفرات. ولا تحتوي هذه الفصيلة على طبقة جلدية عضوية . وتتنوع أشكال فتحتها؛ فقد تكون بيضاوية إلى مقطبة بشكل أو بآخر، ولها قناة امتصاص محددة بوضوح في الأمام وتكون أحياناً طويلة جداً. أما الحافة الخارجية للقوقعة فغالباً ما تكون مسننة وأحياناً تحتوي في الهامش على نتوء يشبه السنّ. أما العُميْد فسطحه أملس إلى مخدد قليلاً. وشكل الوصاد قرني، وسُمكه مختلف، والنواة قريبة من الحافة الأمامية أو عند منتصف الهامش الخارجي تقريباً.
وتنمو العديد من أنواع الموريسيدي عرضياً، أي أنّ قواقعها تنمو على طفرات؛ حيث يظل حجمها ثابتاً لمدة (وهي المدة التي يتطور فيها العرق الدموي) قبل أن تنمو بسرعة إلى مرحلة الحجم التالي، وينتج عن ذلك تكوّن سلسلة من العروق الدموية في محور كل لفة كما ذكر أعلاه.

## حياتها
إن معظم أنواع الموريسيدي لاحمة، وهي مفترسات نشطة تتغذى على رخويات أخرى من بطنيات الأقدام وذوات الصدفتين، بالإضافة إلى البرنقيلات القشرية. ولكي تصل إلى الأجزاء الطرية الداخلية للفريسة فإنها تحفر عادة ثقباً في قوقعتها حيث تفرز عليها مادة مليِّـنة ثم تكشطها . ونظراً لطبيعة الموريسيدي اللاحمة فإن بعض أنواعها قد تعتبر آفة نظراً إلى احتمال تسببها في تدمير البيئات الطبيعية المُستغلة أو مناطق الاستزراع التجاري لذوات الصدفتين.
وتحمي كائنات الموريسيدي بيضها بوضعه داخل أكياس قرنية تختلف أشكالها وأحجامها من نوع لآخر. ويفقس البيض داخل الأكياس عندما يصبح الموريسيدي يافعاً وقادراً على الزحف، لكنه في حالات نادرة قد يفقس وهو لا يزال يرقة عالقة.

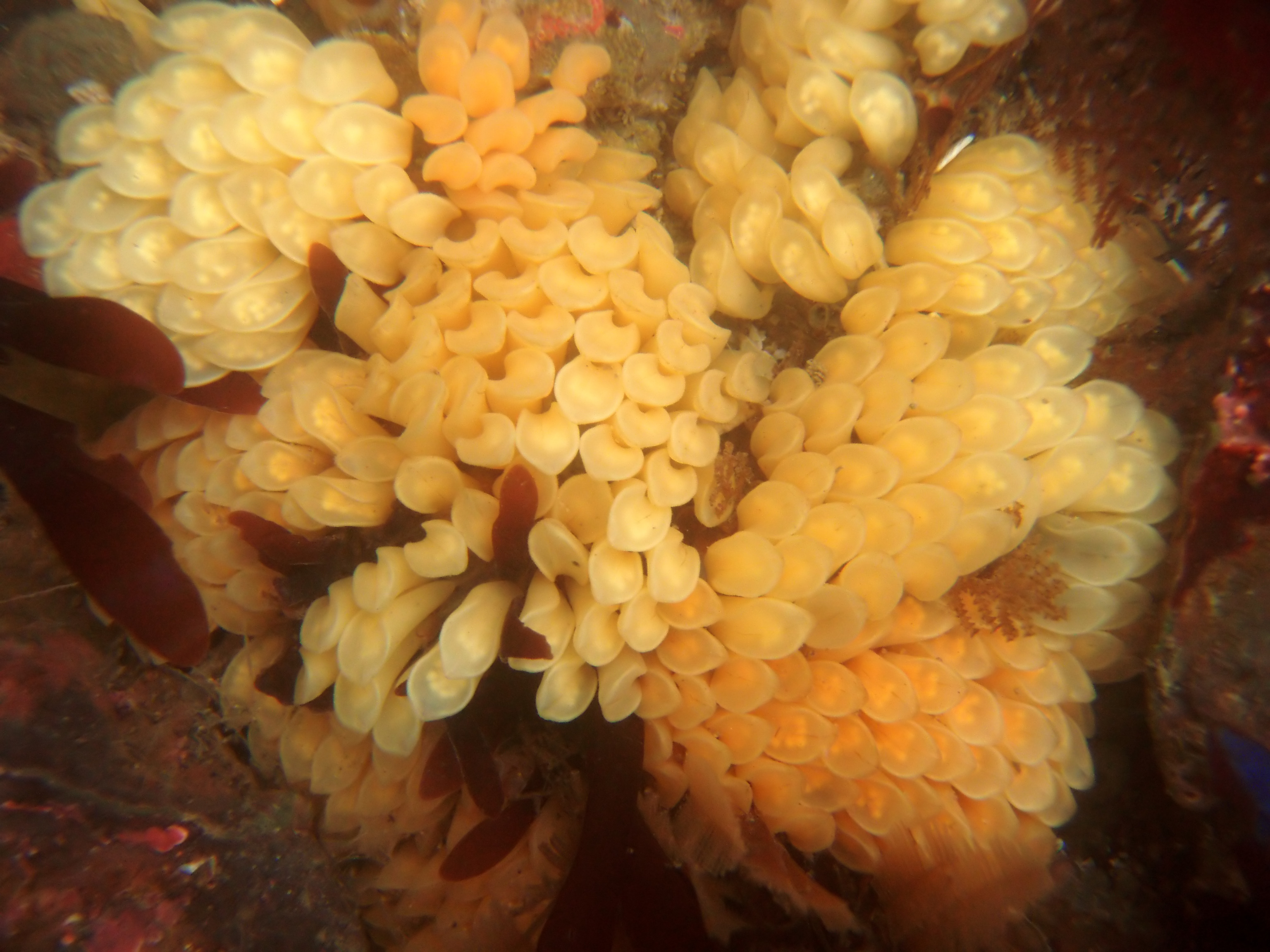
أكياس قرنية تحوي بيض الموريسيدي في وسط كاليفورنيا

## قيمتها التاريخية
كان الناس قديماً في منطقة البحر الأبيض المتوسط يصطادون أنواعاً من جنس الموريسيدي، ولعل الفينيقيين هم أول من بدأ بذلك؛ فقد كانوا يستخرجون منه لوناً باهظ الثمن يتسم بالحيوية والنصاعة يسمى اللون البنفسجي الإمبراطوري أو الملكي أو الأرجواني.

## السجل الأحفوري
ظهرت فصيلة الموريسيدي أول مرة حسب السجل الأحفوري خلال مرحلة الأبتيان من العصر الطباشيري.

## الأسر (تحت العائلات)
وفقاً لتصنيف بطنيات الأقدام الذي وضعه بوشيت وروكروي (2005) فإن فصيلة الموريسيدي تتألف من الأسر (تحت العائلات) التالية:
- كوراليوفيليني تشينو ، 1859 – مرادف: ماجيليدي ثيلي، 1925
- إرجالاتاكسيني كورودا وهيب وأوياما، 1971
- هوستريني تان، 2003
- موريسيني رافينسك، 1815
- موريكوبسيني رادوين وداتيليو، 1971
- أوسينيبريني كوسمان، 1903
- رابانيني جراي، 1853 – مرادف: ثايديدي جوسوم، 1888
- تريبتيروتايفيني داتيليو وهيرتز، 1988

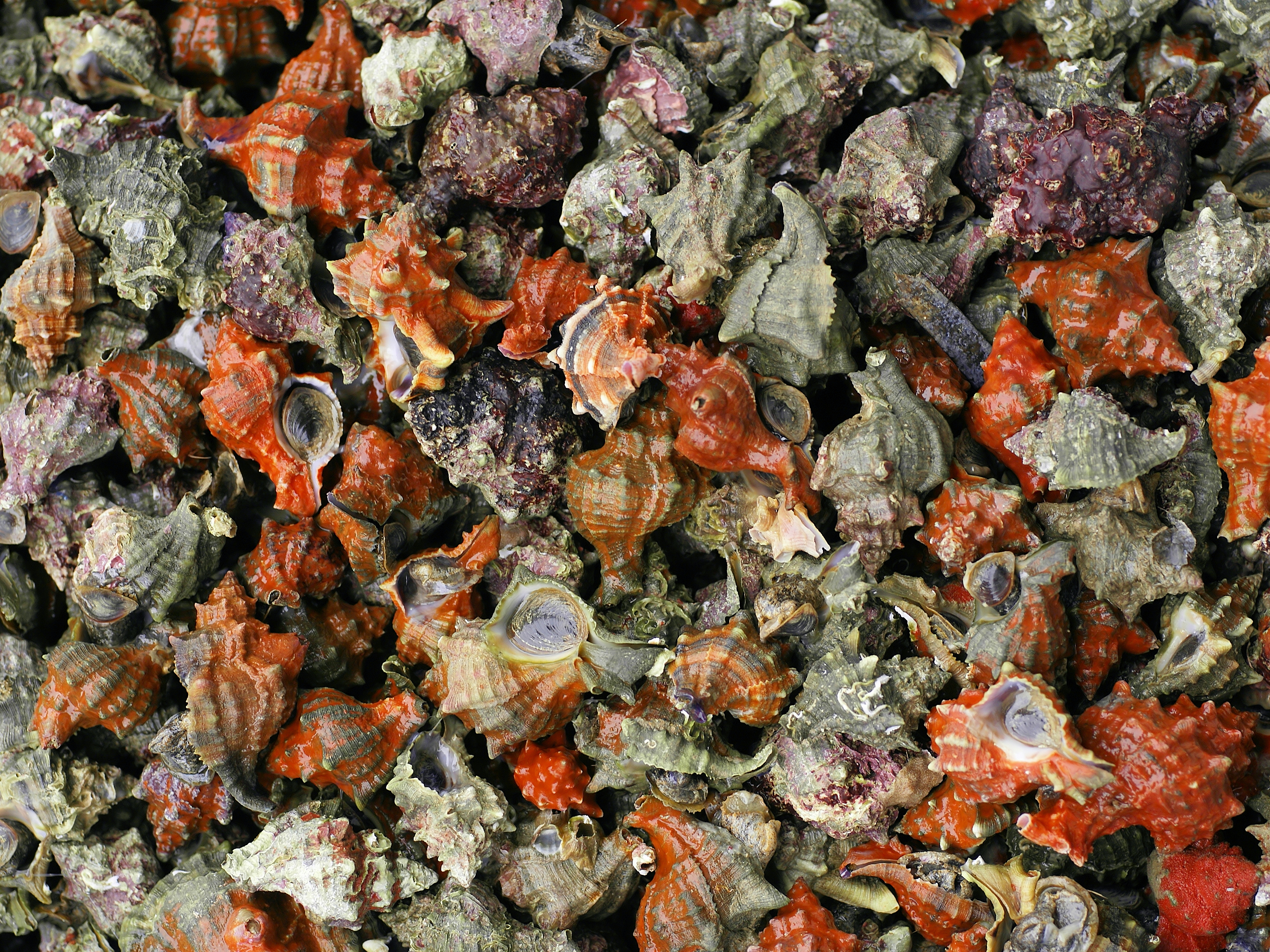
قواقع موريسيدي جاهزة للبيع في سوق سمك بأسبانيا

- تروفونيني كوسمان، 1903
- تايفيني كوسمان، 1903